# Villa Carlotta

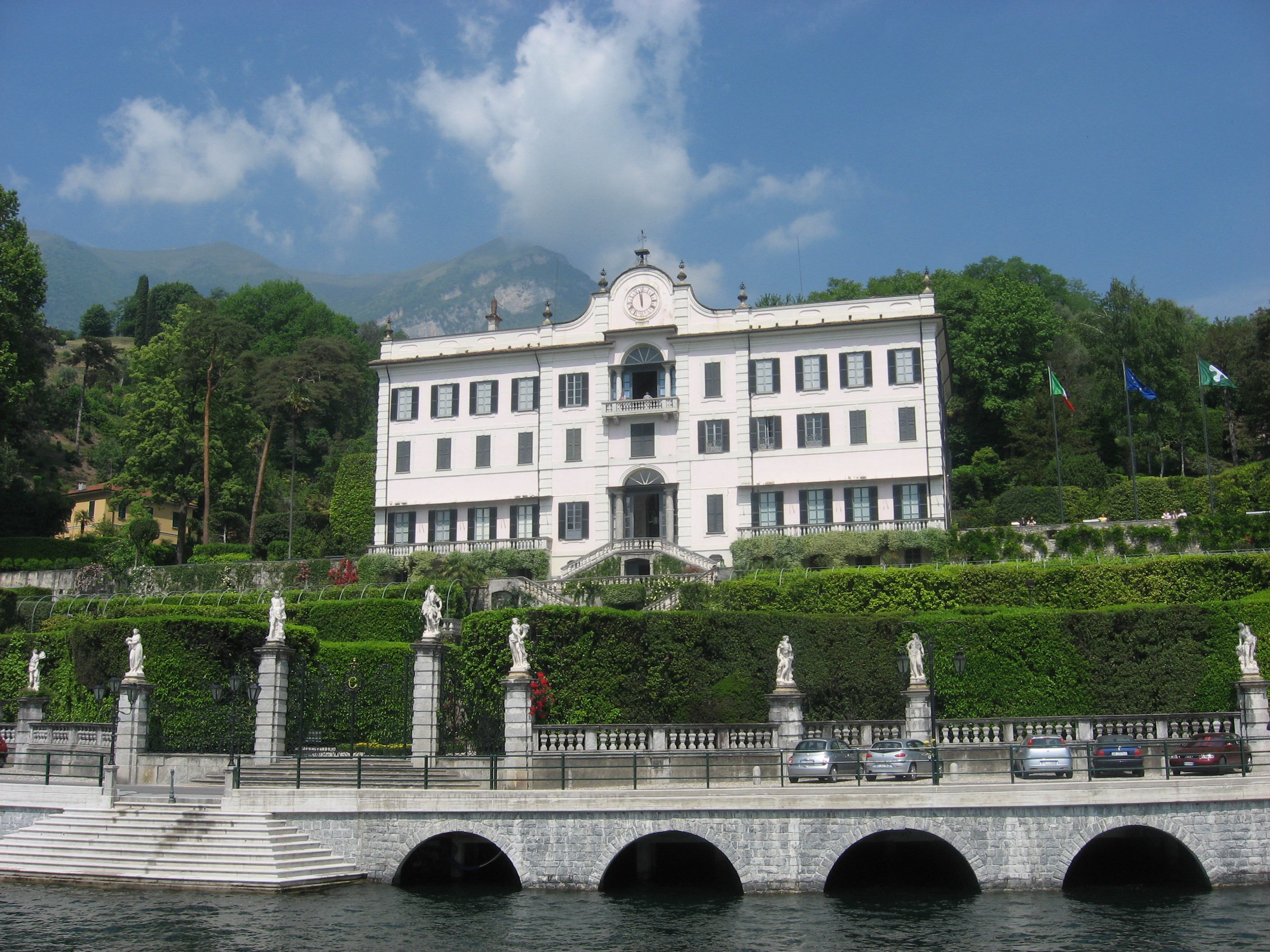
Villa Carlotta

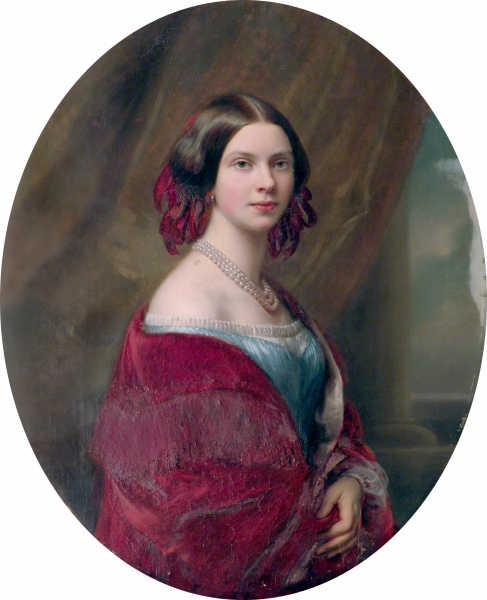
Charlotte von Preußen (1831–1855), Italienisch: Carlotta

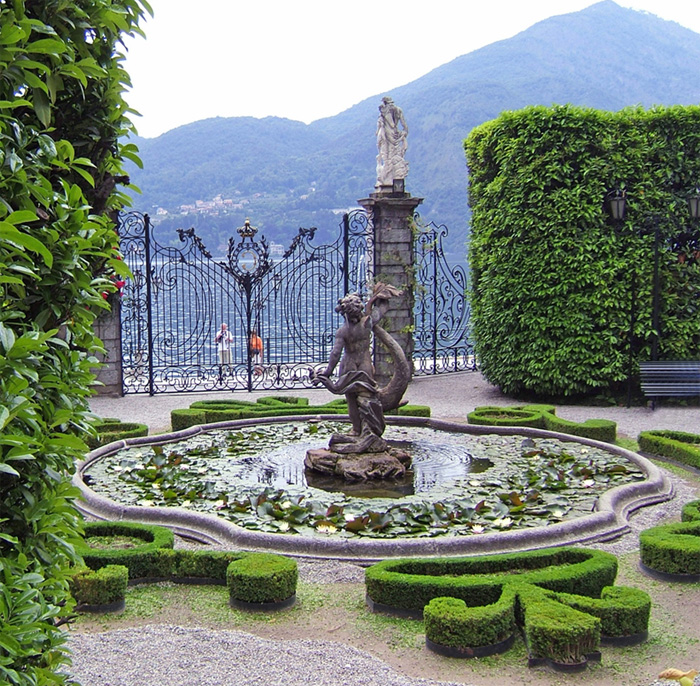
Villa Carlotta, Springbrunnen

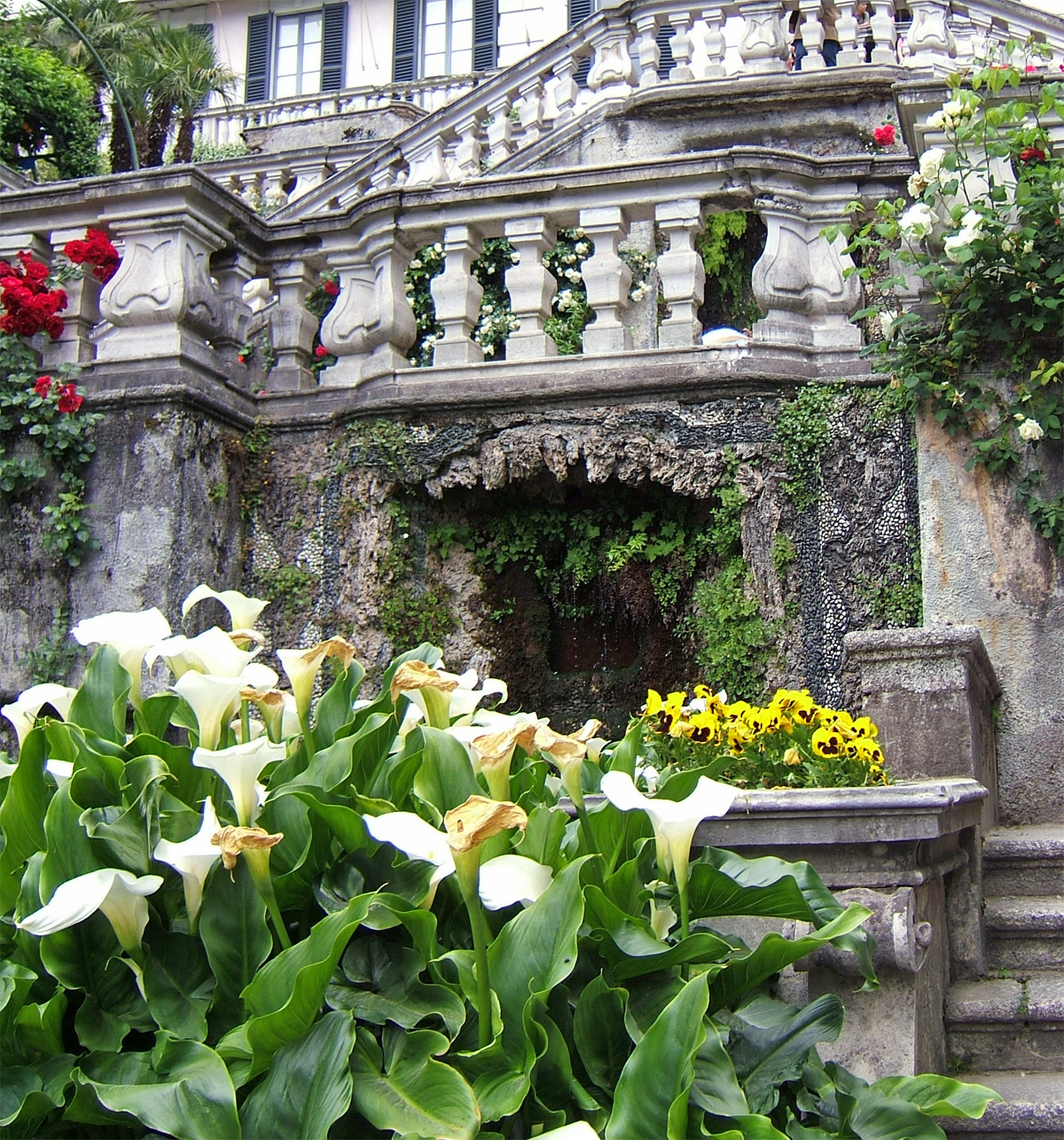
Villa Carlotta, Treppe

Die Villa Carlotta ist eine Sommerresidenz aus dem 18. Jahrhundert in Tremezzo am Comer See, Lombardei, Italien. Sie dient heute als Museum und ist von einer großzügigen und mehrfach gegliederten Parkanlage umgeben. Sie war seit 1850 im Besitz des Fürstenhauses Sachsen-Meiningen, bis der italienische Staat sie nach dem Ersten Weltkrieg konfiszierte.

## Geschichte
1690 wurde unter dem Mailänder Bankier Giorgio II. Clerici mit dem Bau der Villa begonnen. Unter seinem Sohn Antonio Giorgio Clerici wurde sie vollendet. Als dieser 1768 verstarb, erbte die Enkelin Claudia Clerici die Villa. 1801 verkaufte sie die Villa an Gian Battista Sommariva, der in der Cisalpinischen Republik (1797–1802) eine politische Karriere anstrebte. Als jedoch Napoleon Francesco Melzi d´Eril gegenüber ihm den Vorzug gab, endeten seine politischen Ambitionen und er widmete sich verstärkt dem Ausbau des Gartens und der Erweiterung der Kunstsammlung. Er starb 1826 und bereits 1838 auch sein Sohn Luigi. Das Erbe wurde zwischen seiner Frau Emilia Seillière und zahlreichen Verwandten aufgeteilt, die Villa musste verkauft werden. 1843 erwarb sie Marianne von Oranien-Nassau (1810–1883), Prinzessin der Niederlande und von 1830 bis 1849 mit Prinz Albrecht von Preußen (1809–1872) verheiratet. Diese vermachte das Anwesen 1850 ihrer Tochter Prinzessin Charlotte von Preußen als Geschenk zur Hochzeit mit Georg II. von Sachsen-Meiningen. Die Villa blieb im Besitz der Linie Sachsen-Meiningen bis zum Ausbruch des Ersten Weltkrieges. Am 15. August 1915 wurde sie unter italienische Staatsaufsicht gestellt. Schon während des Krieges musste der Intendant Max Wundel als deutscher Staatsbürger die Villa verlassen. Die Interessen der Eigentümer wurden vom Schweizerischen Konsulat wahrgenommen.
Um die Rückgabe der konfiszierten Villa entbrannte ein zwölfjähriger Kampf. 1921 teilte der Finanzverwalter der Provinz Como dem Verwalter des Eigentümers mit, der gesamte Besitz sei in das Eigentum des italienischen Staates übergegangen. Der Wert der Villa wurde in der „Schadensdarstellung Seiner Hoheit...“ mit 8.762.500 Mark angegeben. 1927 erfolgte der endgültige Entscheid des italienischen Staates, dass die Villa aufgrund ihres hohen nationalen Wertes in italienischen Staatsbesitz überführt werde. Nach der Konfiszierung wurde die Ente Autonomo Villa Carlotta gegründet, der sich um die Erhaltung und Pflege der Villa und des Gartens kümmert.

## Villa
Die Villa, die von der Familie Clerici im klassischen Stil des 18. Jahrhunderts errichtet worden war, wurde im Directoire-Stil unter Graf Sommariva erneuert. Er ließ das Dachgesims mit einer Balustrade und Vasen versehen sowie den Risalit mit einer Uhr über der Loggia krönen. Die Villa steht auf der obersten von fünf Terrassen, die in den Hang angelegt wurden. Vom Seeufer führt eine doppelläufige Treppe mit dekorativen Balustraden über die Terrassen zur Villa.
Das Innere der Villa ist heute ein Museum. Die Sammlung zeigt, neben Möbelstücken aus der Zeit der verschiedenen Besitzer, Werke von Canova, Thorvaldsen, Migliara und Hayez.

## Garten
Die gesamte Parkanlage nimmt eine Fläche von ca. 8 ha ein und besteht aus unterschiedlichen Abschnitten. Unmittelbar um die Villa, zum Seeufer hin, liegt der italienische Garten mit geschnittenen Hecken und Pergolen mit Orangen- und Kamelienbäumchen. Den Hang aufwärts breitet sich der Rhododendron- und Azaleengarten aus. Der Bambusgarten bietet auf einer Fläche von 3000 m² über 25 Bambusarten. Die Familie Sachsen-Meiningen erweiterte den Garten um einen Steingarten und einen englischen Garten mit seltenen Bäumen und einer künstlichen Schlucht.

## Galerie

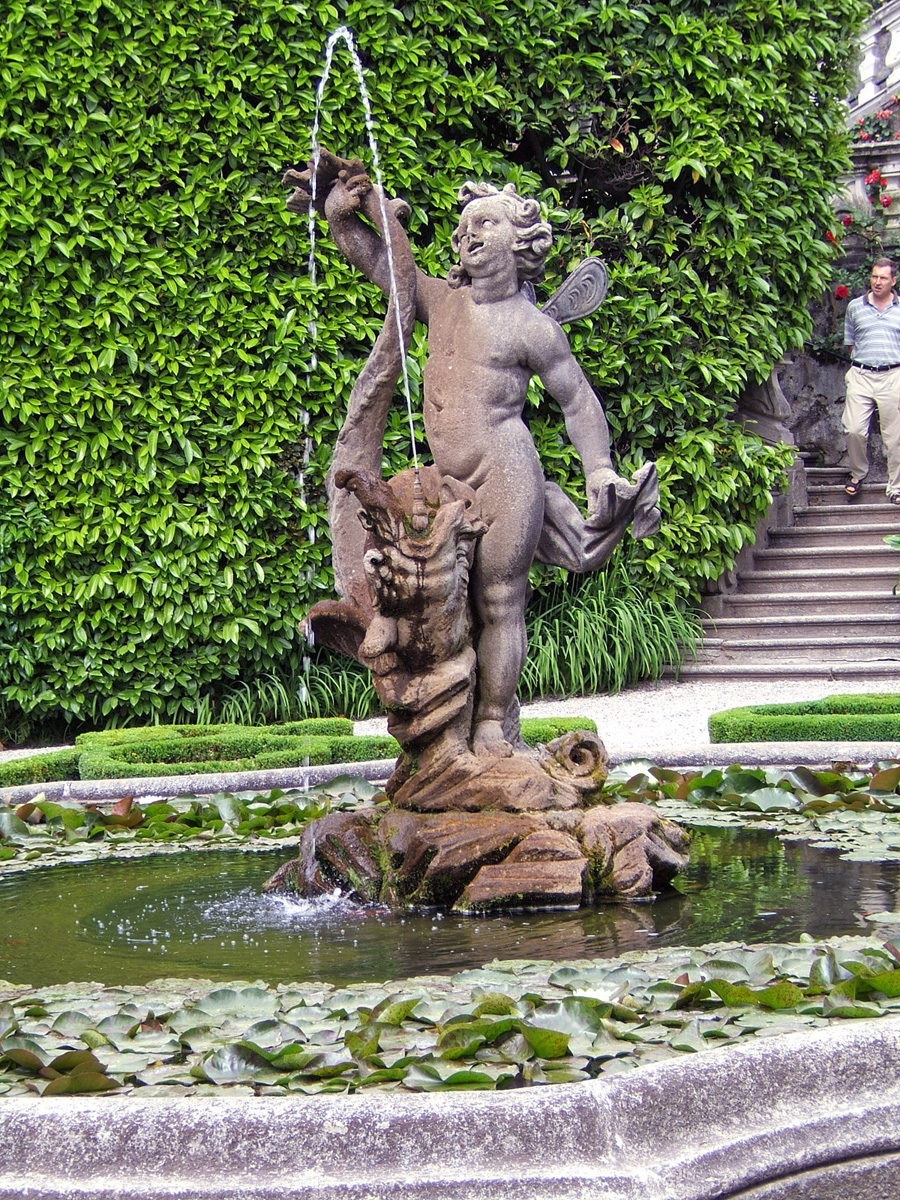
Putto mit Delphin
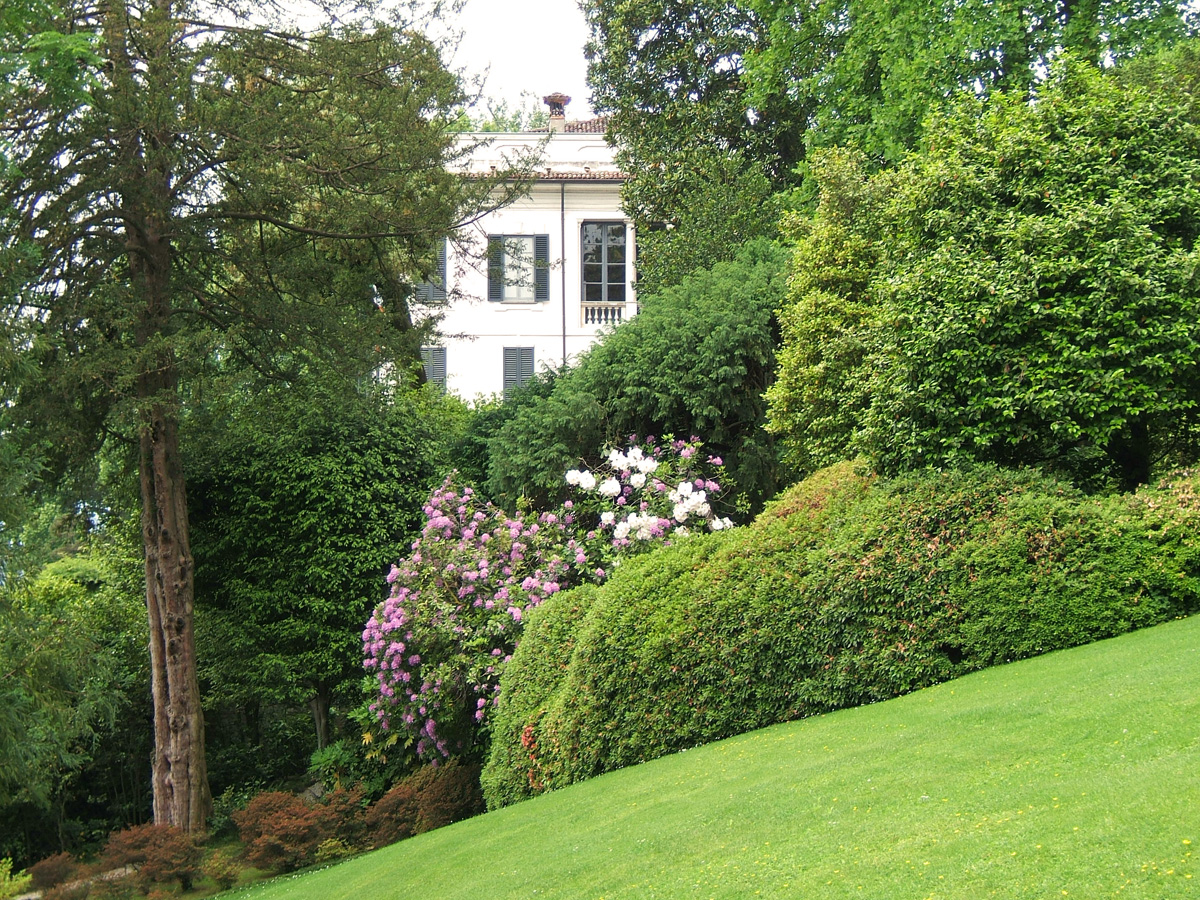
Detail des Parks
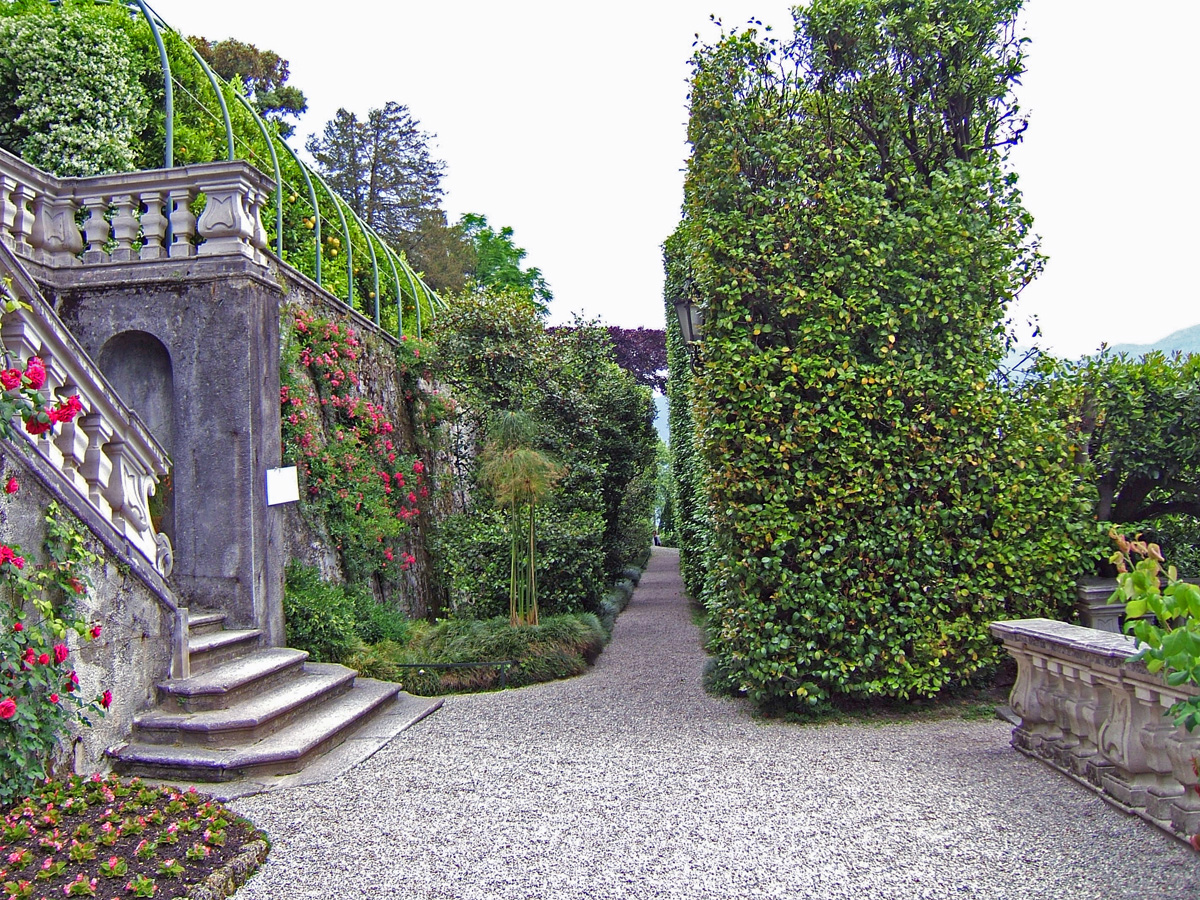
Treppenabsatz der zweiten Terrasse
- Kurzer Besuch des Gartens der Villa Carlotta